# Cratere Gebog
Gebog è un cratere sulla superficie di Marte.